# Masahiro Chōno
Pour les articles homonymes, voir Masahiro.
Masahiro Chōno (en japonais, 蝶野正洋, Chōno Masahiro) (né le 17 septembre 1963 à Seattle) est un catcheur (lutteur professionnel) américain-japonais. Il est essentiellement connu pour son travail à la New Japan Pro Wrestling.
Il s'entraîne au dojo de la New Japan Pro Wrestling auprès d'Antonio Inoki et Lou Thesz notamment. Il est le dernier adversaire de Thesz le 26 décembre 1990. Il remporte le championnat par équipes International Wrestling Grand Prix (IWGP) à sept reprises (deux fois avec Keiji Mutō et cinq fois avec Hiroyoshi Tenzan). Il détient aussi une fois le championnat poids lourd IWGP ainsi que le championnat du monde poids lourd de la National Wrestling Alliance.

## Jeunesse
Chōno grandit au Japon et fait partie du club de football à l'école.

## Carrière de catcheur

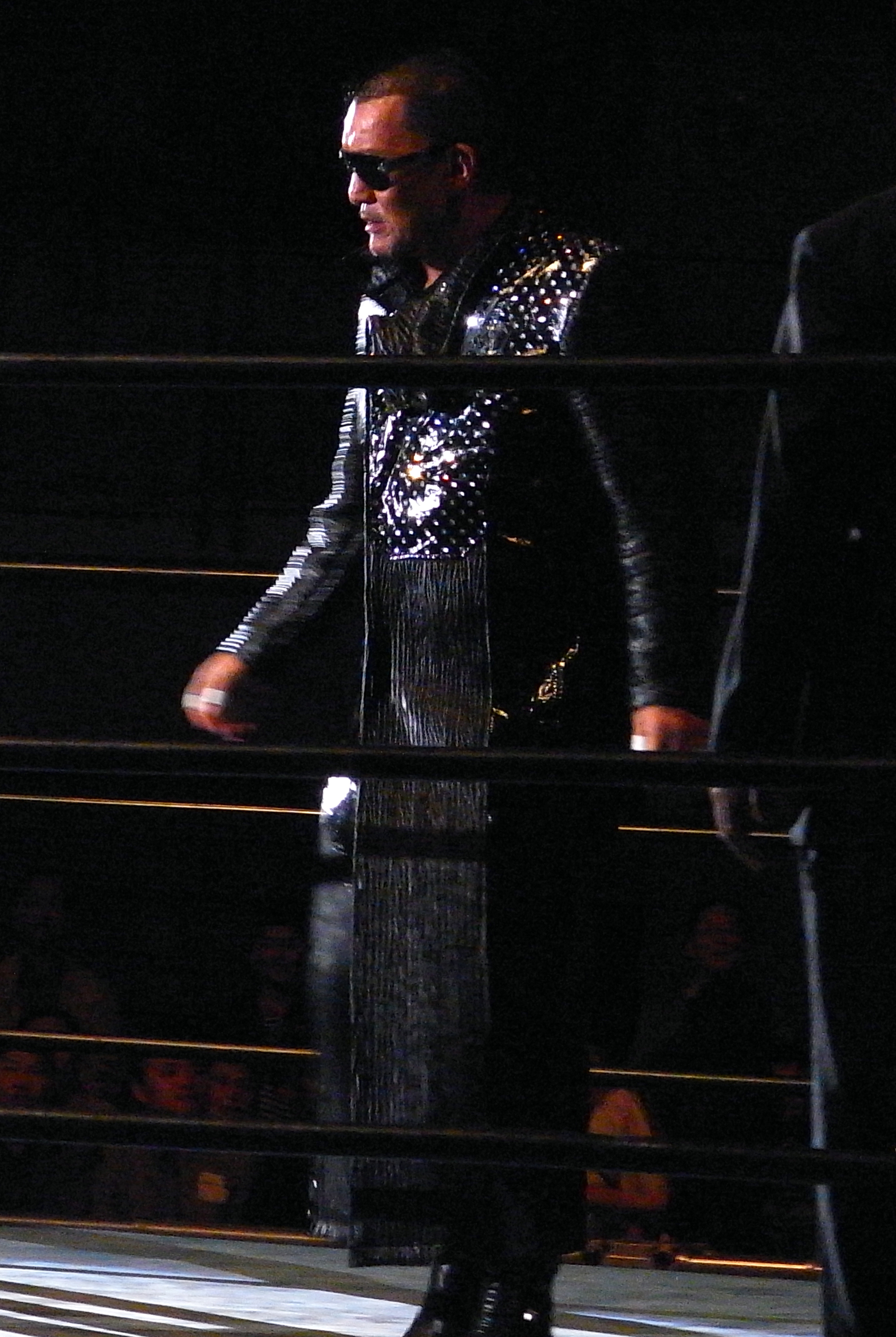
Masahiro Chono, en 2010.

Chōno entre au dojo de la New Japan Pro Wrestling au début des années 1980. Il s'entraîne auprès de Kotetsu Yamamoto, Antonio Inoki et Lou Thesz et a Keiji Mutō, Shinya Hashimoto et Keichii Yamada comme partenaire d'entraînement,. Il perd son premier combat le 5 octobre 1984 face à Mutō.
Il commence à être mis en avant en 1987 en remportant la Young Lions Cup en battant Shinya Hashimoto en finale le 20 mars.
Il part aux États-Unis lutter à la World Wrestling Alliance (WWA), une fédération du Missouri, en 1988. Il y remporte le championnat Télévision de la Central States le 1er janvier en battant Mike George. Il garde ce titre jusqu'à la fermeture de cette fédération courant 1988. Il est ensuite champion du monde poids lourd de la WWA après sa victoire face à George le 26 février ; ce dernier récupère ce titre le 17 mars.
Une fois de retour au Japon, il participe le 24 avril 1989 au tournoi pour désigner le nouveau champion poids lourd International Wrestling Grand Prix (IWGP) où il se fait éliminer dès le premier tour par Big Van Vader. Il retourne ensuite aux États-Unis cette fois ci au Tennessee à la Continental Wrestling Federation et y gagne le championnat par équipe avec Mike Davis le 5 mai après leur victoire face à Johnny et Davey Rich. Ils perdent ce titre le 24 mai après leur défaite face à Jimmy Golden et Mongolian Stomper.
Le 10 février 1990, il catchait dans un maint-event de NJPW à Tokyo Dome, faisant équipe avec Shinya Hashimoto contre Antonio Inoki et Seiji Sakaguchi. En avril, il gagne le IWGP Tag Team Championship avec Mutoh et le 26 décembre, il défait son mentor, catchant avec le légendaire Lou Thesz, quand Thesz catchait pour la dernière fois avant sa retraite. L'année suivante, Chono participait à son premier tournoi G1 Climax et bat Mutoh en 30 minutes en finale. Il gagne une nouvelle fois le tournoi en 1992, gagnant le NWA World Heavyweight Championship en processus. 
Mais en 1992, il se blessa gravement au cou lors d'un match contre Austin.
Il était face pendant son règne de la NWA, mais il devient heel. Il faisait équipe avec Hiroyoshi Tenzan et leur équipe fut nommée Team Wolf et c'était le centre de formation du clan nWo Japon à la NJPW quand la nWo était très populaire à la WCW, et leur clan successeur s'appelait Team 2000. 
Il retourne au Japon, Chono rejoignait la NJPW. Il gagnait 6 fois le IWGP Tag Team Championship et en 1998, Chono devenait IWGP Champion. En 2002, il gagne son 4e tournoi G-1 Climax. Il a aussi été booker à la NJPW pendant ce temps. En 2003, Chono se joint temporairement à la Pro Wrestling NOAH pour une poignée de matchs. Dans un combat mémorable, Chono fut battu par une autre légende japonaise, Global Honored Champion Kenta Kobashi le 2 mai de cette année. Début 2004, Chono devenait le leader du clan Black New Japan, qui était le clan heel le plus dominant à la NJPW avant que le clan soit dissous par Riki Chōshū. Alors, Chono dirigeait le  clan Anti-Chōshū Army avec ses partenaires Hiroyoshi Tenzan et Black Strong Machine. Chono gagna le tournoi G-1 Climax 2005 et détient le record de victoires dans le tournoi avec 5 tournois gagnés. Son succès à G61, lui donna le nom de Mr.August. Le 30 octobre 2005, Masahiro Chono et Tenzan défont Shinsuke Nakamura et Hiroshi Tanahashi pour remporter leur 4e IWGP Tag Team Championship. L'équipe changea de nom en ChoTen. Mais vers fin 2006, Chono et son coéquipier ne s'entendaient pas bien, alors ils refusaient de défendre leur titre. Masahiro Chono forma un clan avec Shinsuke Nakamura en 2006, le Chono & Nakamura-gun et entre en rivalité avec le nouveau clan de Tenzan.
Chono continue à catcher en 2007, mais il commença à travailler en tant que promoteur, avec la New Japan Pro Wrestling en le permettant de planifier les matchs. Après le tournoi G-1 2007, il paraît que Chono pourrait se détacher de son clan. Il fait également des apparitions à la télévision, notamment dans l'émission Downtown no Gaki no Tsukai ya Arahende!!, où il doit généralement « donner une leçon » au comique Hōsei Yamasaki.

## Palmarès
- Atlantic Grand Prix Wrestling
  - 1 fois AGPW North American Tag Team Champion (avec Bob Brown)

- Central States Wrestling
  - 1 fois NWA Central States Television Champion

- Continental Wrestling Federation
  - 1 fois CWF Tag Team Champions (avec Mike Davis)

- Hawai'i Championship Wrestling 
  - 1 fois HCW Kamehameha Heritage Champion

- New Japan Pro Wrestling
  - 1 fois IWGP World Heavyweight Champion
  - 7 fois IWGP Tag Team Championship (2 fois avec Keiji Mutoh et 5 fois avec Hiroyoshi Tenzan)
  - 1 fois NWA World Heavyweight Champion
  - Vainqueur du tournoi G1 Climax 1991, 1992, 1994, 2002, 2005
  - Vainqueur du tournoi G1 Climax Tag League en 2006 (avec Shinsuke Nakamura)
  - Vainqueur du Super Grade Tag League 1995 (avec Hiroyoshi Tenzan)
  - Vainqueur du Young Lions Cup 1987

- Autres titres
  - 1 fois WWA Heavyweight Champion

## Récompenses des magazines
- Pro Wrestling Illustrated

| Année | 1991 | 1992 | 1993 | 1994 | 1995 | 1996 | 1997 | 1998 | 1999 | 2000 | 2001 | 2002 | 2003 | 2004 | 2005 | 2006 | 2007       | 2008 | 2009       | 2010 | 2011 | 2012 |
| ----- | ---- | ---- | ---- | ---- | ---- | ---- | ---- | ---- | ---- | ---- | ---- | ---- | ---- | ---- | ---- | ---- | ---------- | ---- | ---------- | ---- | ---- | ---- |
| Rang  | 173  | 209  | 85   | 80   | 95   | 59   | 28   | 46   | 54   | 56   | 63   | 60   | 46   | 103  | 57   | 66   | Non classé | 155  | Non classé | 257  | 209  | 270  |

- Wrestling Observer Newsletter awards
  - Pire Match de l'année en 1992 - vs. Rick Rude
  - Meilleur Heel en 1995
  - Membre du Wrestling Observer Hall of Fame (Intronisé en 2004)